# Chiesa di San Sebastiano (Bellinzona)
La chiesa di San Sebastiano è un edificio religioso che si trova ad Artore frazione di Bellinzona, anticamente conosciuta sotto il titolo di "Madonna della Salute".

## Storia
Dell'originaria costruzione medievale in stile romanico resta solamente l'abside. Nel corso dei secoli venne più volte rimaneggiato, anche in modo sostanziale, fino alla completa ristrutturazione del 1858 in cui venne aggiunto il coro semicircolare.

## Descrizione
La chiesa si presenta con una pianta ad unica navata sovrastata da una volta a crociera; il coro è coperto con una volta a botte.